# Flughafen Cuiabá

i7
i11
i13
Der Flughafen Cuiabá (portugiesisch Aeroporto Internacional de Cuiabá - Marechal Rondon, IATA-Code: CGB, ICAO-Code: SBCY) ist ein öffentlicher Flughafen 9 km von Cuiabá im brasilianischen Bundesstaat Mato Grosso entfernt.

## Flughafendaten
Der Flughafen hat eine Asphaltpiste mit 2300 m Länge und 45 m Breite. Er liegt auf einer Seehöhe von 188 m. Die Gesamtfläche des Flughafens beträgt 696 ha und die Fläche des Passagierterminals 
16.673 m¹.
Die Passagierkapazität beträgt 5,6 Mio. pro Jahr.

## Geschichte
Im Jahr 1938 begann der Bauingenieur Cássio Veiga de Sá mit dem Bauprojekt für den Flugplatz Cuiabá. Der Flugplatz befand sich im Viertel Campo Velho, aus dessen Namen die heutige Vila Militar entstand. 1939 wurde ein weiterer Flugplatz mit Passagierstation und Hangars eröffnet, auf dem erstmals das dreimotorige Flugzeug Junkers-52 landete. Um 1942, mit der Einrichtung des Cuiabá Works District des Luftfahrtministeriums in der Stadt, begannen Studien für den Bau eines neuen Flughafens in der Hauptstadt Mato Grosso. Zu diesem Zweck stellten sie zwei Standortoptionen vor, eine in Campo da Ponte und die andere in Várzea Grande. Angesichts der Schwierigkeiten beim Zugang zum Gelände forderte Ministerium für Luftfahrt (Ministério da Aeronáutica) jedoch von der Regierung von Mato Grosso den Bau einer neuen Brücke, um den Verkehrsfluss zu bewältigen. Die staatliche Exekutive hielt es für sinnvoller, dem Ministerium für Luftfahrt eine Fläche von 700 Hektar in der Nachbargemeinde Várzea Grande zu überlassen, um dort den Flughafen zu errichten, da diese bessere Bedingungen und einen einfachen Zugang bot.
In den 1950er Jahren verfügte der Flughafen nur über einen Hangar und zwei Flugzeuge, eine Stinson 165 und eine Cessna 170, sowie eine einfache Passagierstation, mit drei Boxen, die die Unternehmen Panair do Brasil, Cruzeiro do Sul (ehemals Syndikat Condor) und Correio Aéreo Nacional (Postservice der brasilianischen Luftwaffe) bedienten. Die kommerzielle Luftfahrt flog täglich nach Rio de Janeiro, und die kleine Luftfahrt, die mit Cessna 195 und Cessna 170 und anderen Flugzeugen flog, bediente den Bergbau und die Farmen des Pantanal. Im Jahre 1956 wurde die neue Landebahn und damit der Flughafen offiziell eröffnet.
Im Jahre 1964 wurde das Passagierterminal eröffnet und der Flughafen wurde bis zum 3. Februar 1975 vom aufgelösten Department of Civil Aviation (DAC) verwaltet. Im Dezember 1974 wurde der Flughafen  in die Zuständigkeit von Infraero übertragen.
Seit 1996 ist der Aeroporto Marechal Rondon internationaler Flughafen.
Am 15. März 2019 wurde die Konzession für den Betrieb des Flughafens für die nächsten 30 Jahre an Centro Oeste Airport vergeben, zuvor wurde er von Februar 1975 bis August 2019 von Infraero verwaltet.

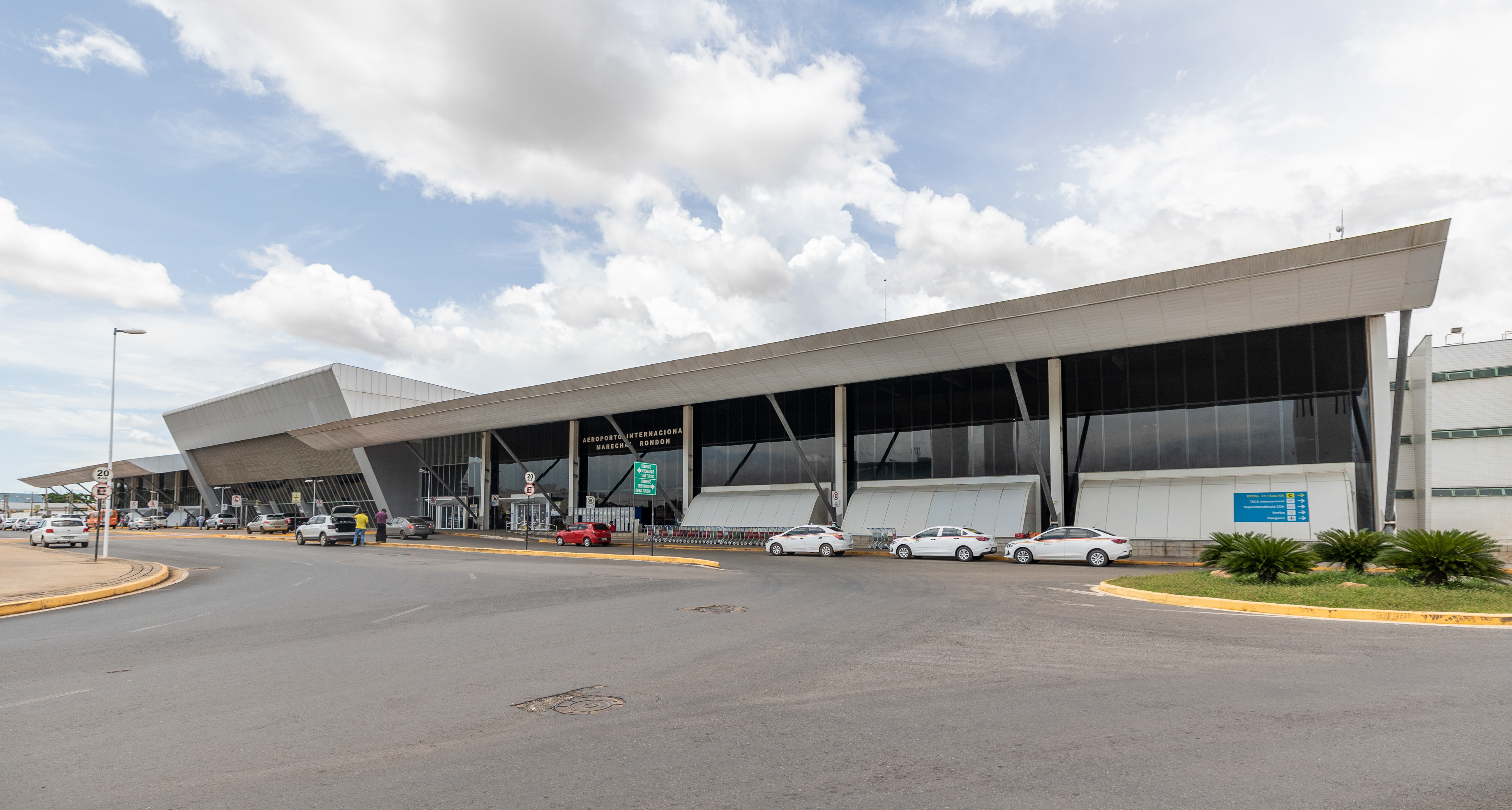

## Flugbetrieb
Im Jahre 2022 wurden 2.960.967 Passagiere transportiert und 44.334 Flugbewegungen durchgeführt. Im Jahr 2018 wurden 100 Tonnen Fracht transportiert. LATAM Airlines Brasil, Azul Linhas Aéreas, Azul Conecta und Gol Linhas Aéreas sind die wichtigsten Fluggesellschaften, ⁣⁣die den Flughafen bedienen.

## Zwischenfälle
- Am 12. August 1965 kehrte eine Curtiss C-46A-50-CU Commando der brasilianischen Paraense Transportes Aéreos (Luftfahrzeugkennzeichen PP-BTH) rund 30 Minuten nach dem Start vom Flughafen Cuiabá zum Ausgangspunkt zurück, nachdem das linke Triebwerk in Brand geraten war. Nahe Barra do Bugres brach die brennende linke Tragfläche ab und das Flugzeug stürzte zu Boden. Zum Unfall beigetragen haben defekte Brandmelde- und Feuerlöschanlagen. Alle 13 Insassen, vier Besatzungsmitglieder und 9 Passagiere, kamen ums Leben.[8]

- Am 30. März 1980 kam es bei einer Britten-Norman BN-2A-9 Islander der brasilianischen VOTEC (PT-JSC) beim Start vom Flughafen Cuiabá-Marechal Rondon zu einem Strömungsabriss. Alle neun Insassen kamen ums Leben.[9]

- Am 23. Juni 1985 kam es bei einem Triebwerk einer Embraer EMB-110P Bandeirante der brasilianischen TABA - Transportes Aéreos da Bacia Amazônica (PT-GJN) zu einer Triebwerkstörung. Eine defekte Kraftstoffeinspritzdüse verursachte einen Lötlampeneffekt, der den Schaufelring der Verdichterturbine beschädigte und zu thermischer Ermüdung und zum Verlust einer der Turbinenschaufeln führte. Das daraus resultierende Ungleichgewicht führte zu einer Unterbrechung der Kraftstoffrückführung im Bypass der Startsteuerung. Der Motor wurde abgestellt und es wurde versucht, auf einer nahegelegenen Landebahn notzulanden. Es kam jedoch zu einem Strömungsabriss, die Maschine stürzte 1 km vor der Landebahn ab. Alle 17 Insassen kamen ums Leben. Das Flugzeug war auf dem Juara Airport im brasilianischen Bundesstaat Mato Grosso gestartet; Cuiabá war Zielort.[10]